# Требостово
Требостово (словац. Trebostovo) — село, громада округу Мартін, Жилінський край, регіон Турєц. Кадастрова площа громади — 13,12 км².
Населення 589 осіб (станом на 31 грудня 2018 року).

## Історія
Требостово згадується 1262 року.

## Географія
Протікають Петерський потік і Требостовський потік.

## Населення
| Рік:            | 1994. | 2004.   | 2014.    | 2024.    |
| --------------- | ----- | ------- | -------- | -------- |
| Кількість осіб: | 431   | 455     | 538      | 651      |
| Різниця:        |       | +5,56 % | +18,24 % | +21,00 % |

| Рік:            | 2023. | 2024.   |
| --------------- | ----- | ------- |
| Кількість осіб: | 639   | 651     |
| Різниця:        |       | +1,87 % |